# Naturschutzgebiet Dreisbachtal

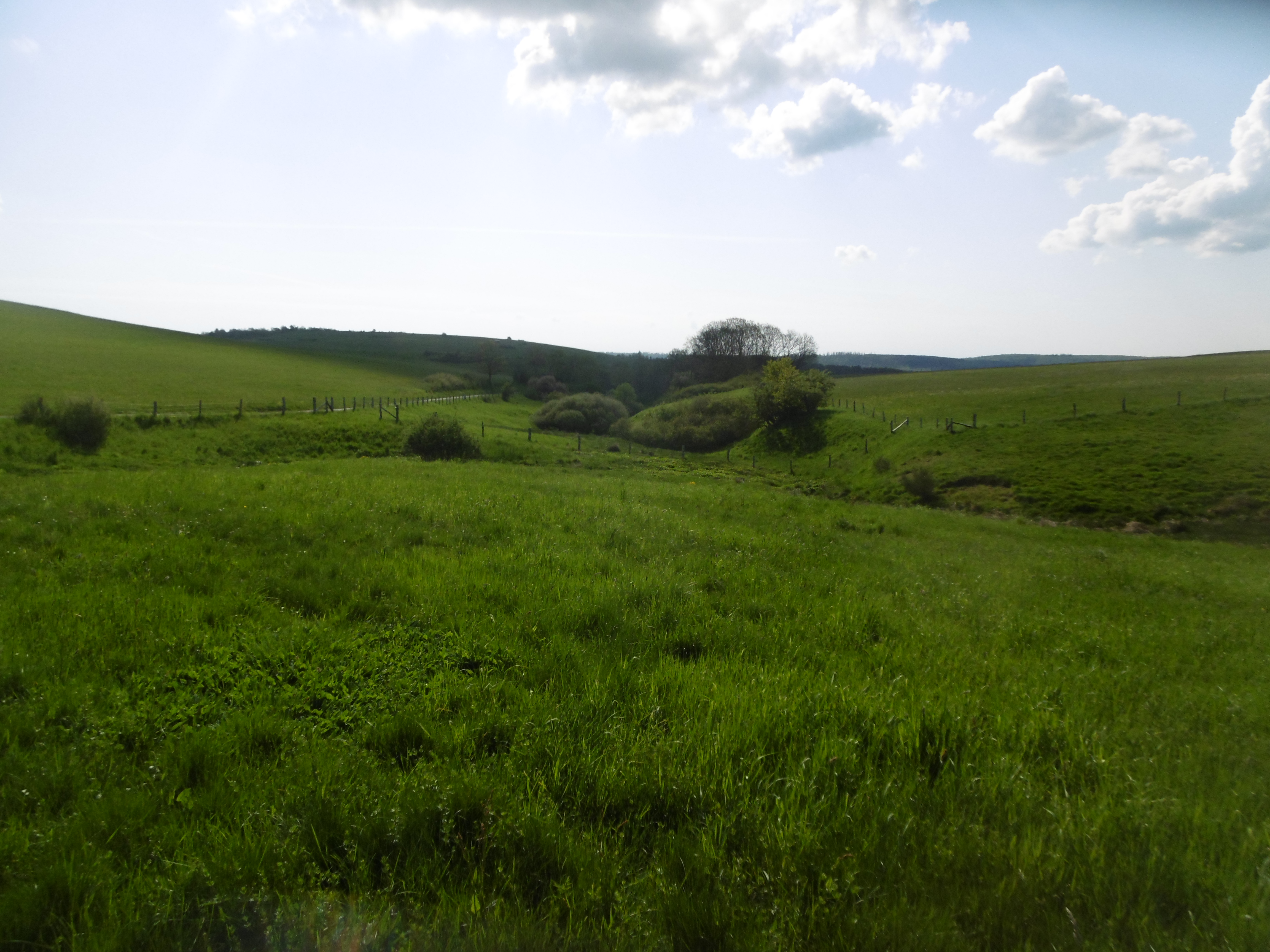
Naturschutzgebiet Dreisbachtal

Das Naturschutzgebiet Dreisbachtal mit einer Größe von 62,2 ha liegt bei Hallenberg. Es wurde 1992 von der Bezirksregierung Arnsberg als Naturschutzgebiet (NSG) ausgewiesen. Die Ausweisung wurde am 15. September 2004 mit dem Landschaftsplan Hallenberg durch den Hochsauerlandkreis erneuert. Meist grenzt das Landschaftsschutzgebiet Grünland zwischen Hallenberg und Braunshausen an das Naturschutzgebiet.

## Geographische Lage
Das zweiteilige NSG liegt im Naturpark Sauerland-Rothaargebirge nördlich zwischen der Hallenberger Kernstadt und dem Hallenberger Ortsteil Braunshausen. Es befindet sich nördlich bis östlich vom Industriegebiet Lehmbach und erstreckt sich abwärts entlang des Nuhne-Zuflusses Dreisbach. Der Nordwestteil (473 bis etwa 400 m ü. NHN) ist nur durch die Kreisstraße 54 (Straßendamm mit Bachdurchführung), die von der Landesstraße 717 bei Hallenberg vorbei am Industriegebiet Lehmbach nach Braunshausen führt, vom Südostteil (ca. 400 bis 350,4 m Höhe; Dreisbachbrücke der K 55) getrennt. Ein Zipfel des Nordwestteils stößt im Nordosten an das NSG Homböhl; ein solcher des Südostteils grenzt südwestlich an das NSG Wache, und im Südosten grenzt der Südostteil an das NSG Nuhnewiesen. Das NSG ist Teil des Europäischen Vogelschutzgebiets Medebacher Bucht und eine von drei Teilflächen des FFH-Gebietes Nuhnewiesen, Wache und Dreisbachtal (DE 4817-306).

## Gebietsbeschreibung
Beim NSG handelt es sich um das Dreisbachtal mit dem Dreisbach und dessen Flussaue. Es finden sich Grünlandbereiche mit Hecken, Feldgehölzen und Einzelbäumen. Im Schutzgebiet brüten Vogelarten wie Neuntöter und Wiesenpieper.

## Tier- und Pflanzenarten im NSG
Auswahl vom Landesamt für Natur, Umwelt und Verbraucherschutz Nordrhein-Westfalen dokumentierter Tierarten im Gebiet: Admiral, Bachforelle, Bibernell-Widderchen, Blauflügel-Prachtlibelle, Bluthänfling, Brauner Grashüpfer, Brauner Waldvogel, Buchfink, Braunfleckiger Perlmuttfalter, Bunter Grashüpfer, Buntspecht, C-Falter, Chaetopteryx villosa, Dorngrasmücke, Dreieckstrudelwurm, Elster, Epeorus sylvicola, Feldsperling, Fitis, Flussmützenschnecke, Frühe Adonislibelle, Gewöhnlicher Flohkrebs, Gartengrasmücke, Gemeine Dornschrecke, Gemeine Kugelmuschel, Gemeiner Bläuling, Gemeiner Grashüpfer, Gemeiner Heufalter, Kleiner Feuerfalter, Kleiner Schneckenegel, Goldammer, Grasfrosch, Graureiher, Grauschnäpper, Große Eintagsfliege, Großer Kohlweißling, Grünes Heupferd, Habrophlebia fusca, Hausrotschwanz, Kaisermantel, Klappergrasmücke, Kleiner Fuchs, Kleiner Heufalter, Kleiner Kohlweißling, Kleiner Perlmuttfalter, Kleinspecht, Landkärtchen, Kleiner Würfel-Dickkopffalter, Mädesüß-Perlmuttfalter, Mäusebussard, Mönchsgrasmücke, Nachtigall-Grashüpfer, Neuntöter, Nierenfleck-Zipfelfalter, Großes Ochsenauge, Weißbindiges Wiesenvögelchen, Pflaumen-Zipfelfalter, Gefleckter Schnellschwimmer, Plattbauch, Rabenkrähe, Rapsweißling, Rebhuhn, Ringeltaube, Rohrammer, Rostfarbiger Dickkopffalter, Rotrandbär, Roesels Beißschrecke, Schachbrettfalter, Schwalbenschwanz, Schwarzkolbiger Braun-Dickkopffalter, Schwarzspanner, Feuerfarbene Eintagsfliege, Singdrossel, Stieglitz, Sumpfgrashüpfer, Sumpfmeise, Sumpfrohrsänger, Tagpfauenauge, Turteltaube, Großer Bachläufer, Violetter Waldbläuling, Wasseramsel, Wegerichbär, Wiesenpieper und Zitronenfalter.
Auswahl vom Landesamt dokumentierter Pflanzenarten im Gebiet: Acker-Glockenblume, Acker-Hornkraut, Acker-Hundskamille, Acker-Minze, Acker-Schmalwand, Acker-Witwenblume, Ährige Teufelskralle, Arnika, Aufgeblasenes Leimkraut, Aufrechter Igelkolben, Aufrechtes Fingerkraut, Bach-Quellkraut, Bachbunge, Bauernsenf Nacktstängeliger Bauernsenf, Berg-Flockenblume, Berg-Platterbse, Berg-Sandglöckchen, Bergwiesen-Frauenmantel, Besenginster, Besenheide, Bitteres Schaumkraut, Bittersüßer Nachtschatten, Blutwurz, Borstgras, Breitblättriger Rohrkolben, Breitblättriger Thymian, Breitblättriges Knabenkraut, Brennender Hahnenfuß, Busch-Windröschen, Doldiges Habichtskraut, Dornige Hauhechel, Dreiteiliger Zweizahn, Echte Nelkenwurz, Echte Schlüsselblume, Echter Baldrian, Echtes Barbarakraut, Echtes Johanniskraut, Echtes Labkraut, Echtes Leinkraut, Echtes Mädesüß, Feld-Ehrenpreis, Frühlings-Fingerkraut, Frühlings-Hungerblümchen, Färber-Ginster, Gänseblümchen, Gamander-Ehrenpreis, Gemeiner Hohlzahn, Gewöhnliche Kreuzblume, Gewöhnliche Pestwurz, Gewöhnlicher Gilbweiderich, Gewöhnlicher Natternkopf, Gewöhnliches Ferkelkraut, Gewimpertes Kreuzlabkraut, Gelbes Sonnenröschen, Glattes Habichtskraut, Gras-Sternmiere, Große Bibernelle, Große Sternmiere, Großer Wiesenknopf, Gundermann, Harzer Labkraut, Heide-Nelke, Herbstzeitlose, Hohe Schlüsselblume, Hunds-Veilchen, Jakobs-Greiskraut, Kahle Gänsekresse, Kleine Bibernelle, Kleine Braunelle, Kleiner Baldrian, Kleiner Klappertopf, Kleiner Wiesenknopf, Kleines Habichtskraut, Kletten-Labkraut, Knolliger Hahnenfuß, Kohldistel, Kratzbeere, Kriechende Hauhechel, Kriechender Günsel, Kriechender Hahnenfuß, Kuckucks-Lichtnelke, Körner-Steinbrech, Lämmersalat, Magerwiesen-Margerite, Maiglöckchen, Moor-Labkraut, Moschus-Malve, Pfennigkraut, Purpur-Fetthenne, Quell-Sternmiere, Quellen-Hornkraut, Quendel-Ehrenpreis, Quendelblättriges Sandkraut, Rainfarn, Rapunzel-Glockenblume, Rote Schuppenmiere, Roter Fingerhut, Rundblättrige Glockenblume, Ruprechtskraut, Saat-Hohlzahn, Salbei-Gamander, Schlangen-Knöterich, Schmalblättrige Wicke, Schmalblättriges Weidenröschen, Schmalblättriges Wollgras, Schwarze Teufelskralle, Silber-Fingerkraut, Spitzlappiger Frauenmantel, Spreizende Melde, Strahlenlose Kamille, Sumpf-Dotterblume, Sumpf-Helmkraut, Sumpf-Labkraut, Sumpf-Pippau, Sumpf-Schachtelhalm, Sumpf-Veilchen, Sumpf-Vergissmeinnicht, Sumpf-Ziest, Tauben-Skabiose, Tauben-Storchschnabel, Teich-Schachtelhalm, Teufelsabbiss, Trollblume, Verschiedenblättrige Kresse, Vogel-Wicke, Wald-Bingelkraut, Wald-Ehrenpreis, Wald-Engelwurz, Wald-Erdbeere, Wald-Storchschnabel, Wasserdarm, Wasserpfeffer, Weicher Storchschnabel, Weiße Fetthenne, Weißes Labkraut, Wiesen-Bocksbart, Wiesen-Bärenklau, Wiesen-Flockenblume, Wiesen-Kerbel, Wiesen-Kümmel,  Wiesen-Labkraut, Wiesen-Platterbse, Wiesen-Schaumkraut, Wildes Stiefmütterchen, Wirbeldost, Zaun-Wicke.

## Schutzzweck
Das NSG soll der Bach und die Aue mit Arteninventar schützen. Zur Erhaltung und Entwicklung von Lebensgemeinschaften und Lebensstätten wildlebender, teils gefährdeter Arten, von Tier- und Pflanzenarten beizutragen. Wie bei allen Naturschutzgebieten in Deutschland wurde in der Schutzausweisung darauf hingewiesen, dass das Gebiet „wegen der Seltenheit, besonderen Eigenart und Schönheit des Gebietes“ als Naturschutzgebiet ausgewiesen wurde. Laut Naturschutzgebiets-Ausweisung wurde das Gebiet zum Naturschutzgebiet auch ausgewiesen, um zur Sicherung des ökologischen Netzes Natura 2000 der EU im Sinne der FFH-Richtlinie.